# On your marks!
「On your marks!」（オン・ユア・マークス）は、TRUSTRICKの1作目の配信シングル。2014年10月29日にiTunes、レコチョクほか各サイトにて配信開始。

## 概要
- タイトルは、陸上競技などで用いられる「位置について!」という意味を持つ。
- 2014年11月9日に初めて開催される「福岡マラソン2014」のために書き下ろされた曲。
- 楽曲・ビジュアル共にマラソン大会のテーマ曲らしく爽やかなものをイメージしている。
- ランナーの背中を押してくれるような軽快なチューンである[2]。
- 2015年1月28日に発売された2ndアルバム「TRUST」にも収録されている。

## 収録曲
1. On your marks !
作詞：神田沙也加／作曲・編曲：Billy